# Wok de Draak

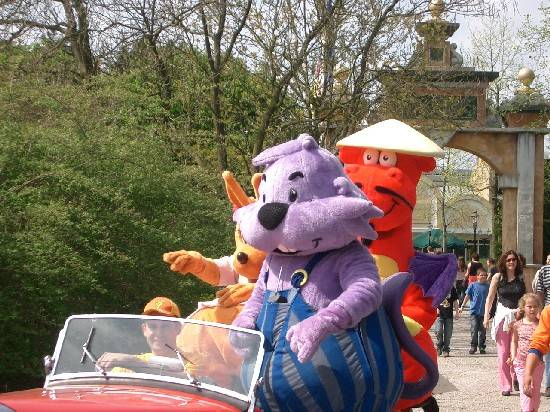
Auto met diverse mascottes, met rechts achterin Wok de Draak

Wok de Draak is een van de mascottes van de Walibi (Walibi Sud-Ouest, Walibi Belgium, Walibi Rhône-Alpes en Walibi Holland) parken. Hij is actief gebruikt van 2005 tot en met 2010.

## Algemene informatie
Wok de Draak is geïntroduceerd in 2005. In het verhaal van Walibi heeft Walibi Wok de Draak ontmoet tijdens zijn wereldreis. Wok de Draak komt uit Azië en kan vuur spuwen. Hij denkt dat hij alle wijsheid heeft, maar in feite kraamt hij alleen maar valse zegswijzen en spreekwoorden uit.

## Trivia
- In Walibi World was de achtbaan Wok's Waanzin vernoemd naar Wok de Draak.
- In Walibi Belgium was de attractie Wok on air vernoemd naar Wok de Draak.

Afbeeldingen · Lijst van attracties